# Maria Tesselschade Visscher
Maria Tesselschade Roemers Visscher, llamada también Maria Tesselschade Roemersdochter Visscher o Tesselschade (Ámsterdam, 25 de marzo de 1594-29 de junio de 1649) fue una poetisa y grabadora de los Países Bajos.

## Biografía
Nació en Ámsterdam, siendo la hija menor de Roemer Visscher. Se le puso el nombre de Tesselschade, porque su padre perdió un barco cerca de la isla holandesa Texel el día de su nacimiento. Ella y su hermana Anna Visscher fueron las únicas dos mujeres miembros del grupo de intelectuales Muiderkring, del siglo de oro neerlandés que se reunían en el Castillo de Muiden. Se la caracteriza a menudo como una musa del grupo, que atrajo la admiración de sus miembros y su organizador Hooft, Huygens, Barlaeus, Bredero, Heinsius, Vondel y Jacob Cats. Se la describe como atractiva, de talento musical y una traductora experta y comentarista del latín, griego e italiano.
También alabaron su habilidad en cantar, la pintura, la escultura, el grabado y en el tapiz.  El Rijksmuseum tiene un ejemplo de su trabajo de grabado, un vaso grabado con el lema Sic Soleo Amicos.